# Kiden-Hutran
Kiden-Hutran (ok. 1215 p.n.e.) – król Elamu, następca i brat Unpahasz-Napiriszy, ostatni przedstawiciel dynastii założonej przez Ige-halki. Był jednym z wielkich elamickich królów-wojowników. Celem jego wypraw wojennych stała się  Babilonia, która znajdowała się wówczas pod kontrolą Asyrii. W trakcie swej pierwszej wyprawy wojennej zdobył on Nippur, zabijając większość mieszkańców tego miasta. Ten sam los spotkał miasto Der, gdzie zniszczone zostały główne świątynie. Babiloński władca Enlil-nadin-szumi, którego na tronie Babilonu osadził Tukulti-Ninurta I, zmuszony był ratować się ucieczką. Za panowania Adad-szuma-iddiny, trzeciego z marionetkowych królów Babilonii, Kiden-Hutran uderzył ponownie, tym razem zdobywając miasta Isin i Marad, po czym ze zdobytymi łupami powrócił do Elamu. Jego dalszy los jest nieznany.